# Jungfrukam
Jungfrukam (Aphanes arvensis) är en växtart i familjen rosväxter.